# Таші Венгмо
Таші Венгмо (нар. 19 лютого 1973, Мантонг, Канглунг, Бутан) — бутанський політик. Член Національної ради Бутану (з травня 2018).
У 2008—2013 та 2013—2018 роках також була членом Національної ради Бутану.
Закінчила австралійський Університет Вулонг у 1998 році, отримавши ступінь бакалавра з інженерної механіки. 2014 року університет нагородив її премією видатних випускників. 